# Audi Q5 III
Cet article concerne la troisième génération de l’Audi Q5. Pour des informations générales sur l’Audi Q5, consultez Audi Q5.
L'Audi Q5 III est un SUV compact du constructeur automobile allemand Audi produit à partir de 2024. Il s'agit de la troisième génération de Q5 depuis 2008.

## Présentation
La 3e génération d'Audi Q5 est présentée le 2 septembre 2024. Comme la précédente génération, le Q5 est produit dans l'usine mexicaine de San José Chiapa.

## Caractéristiques techniques
Le Q5 III repose sur la nouvelle plateforme technique Premium Plateform Combustion (PPC) destinée aux modèles à motorisations thermiques, comme la nouvelle berline A5

### Motorisations
Essence.
- quatre cylindres 2.0 TFSI 204 ch, propulsion ou transmission intégrale, boîte S-Tronic 7.
- V6 3.0 TFSI 367 ch + moteur électrique 24 ch avec batterie LFP de 1,7 kWh, transmission intégrale, boîte S-Tronic 7.

Diesel
- quatre cylindres 2.0 TDI 204 ch + moteur électrique 24 ch avec batterie LFP de 1,7 kWh, propulsion ou transmission intégrale, boîte S-Tronic 7.

## Finitions
- Design[5]
- Business Executive
- S Line
- SQ5